# 데드라인 할리우드

로고

데드라인 할리우드(공식 명칭: Deadline Hollywood, 과거 명칭: Deadline Hollywood Daily)는 2009년 9월 4일 니키 핑케에 의해 설립되었으며, PMC가 운영하는 온라인 연예 뉴스 사이트이다. 흔히 데드라인(Deadline)이라고 불린다.